# Voices (Henze)
Voices är ett musikverk av den tyske kompositören Hans Werner Henze.

## Historia
Skriven mellan januari och juni 1973 är det en samling av 22 oberoende låtar som kan framföras individuellt, med ändringar i instrumenteringen. I sin fullständiga version är den skriven för mezzosopran, tenor, elektronik och femton instrumentalister som måste spela cirka 70 olika instrument från hela världen. Stycket består av två delar (11 + 11 sånger) och varar 90 minuter. Den polystilistiska uppfattningen om "röster" är resultatet av dikternas olika ursprung och budskap.

Sångerna visar på ett varierat utbud av ord, varav nästan alla är från det tjugonde århundradet, det länkande temat är alienation och förtryck. Henze har sagt: 
Rösterna i titeln är unga och gamla konstnärer vars arbete är politiskt engagerat. Dessa människor bryr sig om sina medmänniskor, om det samtida mänskliga tillståndet i världen omkring dem och om alla ras- och klassproblem som de själva ofta verkar ödesbestämda att vara inblandade i.
 : 
Den uruppfördes den 4 januari 1974 i Queen Elizabeth Hall, London med solisterna Paul Sperry och Rose Taylor, och London Sinfonietta under ledning av Henze. 1978 spelades det in samma krafter, förutom Sarah Walker som sjöng mezzorollen.

## Sångerna
1. 'Los poetas cubanos ya no sueñan' ('kubaska poeter sover inte längre') (Heberto Padilla)
2. 'Prison Song' (Ho Chi Minh)
3. 'Keiner oder alle' ('Alla eller ingen') (Bertolt Brecht)
4. 'The electric cop' (Victor Hernandez Cruz)
5. 'The distant drum' (Calvin C. Hernton)
6. '42 Schulkinder' (42 skolbarn) (Erich Fried)
7. 'Caino' (Gino de Sanctis)
8. 'Il Pasi' (Mario Tobino)
9. 'Heimkehr' ('Hemkomst') (Heinrich Heine)
10. 'Grecia 1970' ('Grekland 1970') (Giuseppe Ungaretti)
11. 'Legende von der Enstehung des Buches Taoteking auf dem Weg des Laotse in die Emigration' ('Legenden om ursprunget till boken Tao Te Ching om Lao Tzus väg till exil') (Brecht)
12. 'Gedanken eines Revuemädchens während des Entkleidungsaktes' ('Tankar på en showgirl medan hon strippar') (Brecht)
13. 'Das wirkliche Messer' ('Den verkliga kniven') (Hans Magnus Enzensberger)
14. 'Recht und Billig' ('Rätt och lätt') (Fried)
15. 'Patria' (Miguel Barnet)
16. 'Screams - Interlude' (Walton Smith)
17. 'The worker' (Richard W. Thomas)
18. 'Para aconsejar a una dama' ('Råd till en dam') (Padilla)
19. 'Roses and revolutions' (Dudley Randall)
20. 'Vermutung über Hessen' ('Fakta om Hessen') (F.C. Delius)
21. 'Schluss' ('Slutet') (Michalis Katsaros)
22. 'Das Blumenfest' ('Blomsterfest') (Enzensberger)